# Providence (Schiff, 1776)
Die Providence war eine Fregatte der amerikanischen Marine (1776–1780) und später der britischen Marine (1780–1784).

## Geschichte

### Bau
Im Rahmen des beginnenden amerikanischen Unabhängigkeitskrieges gab es vonseiten der Rebellen Bestrebungen zum Aufbau eigener Seestreitkräfte, um die britische Marine bekämpfen zu können. Hierfür wurde am 13. Oktober 1775 durch den Kontinentalkongress offiziell die Kontinentalmarine (engl. Continental Navy) gegründet und am 13. Dezember 1775 ein Bauprogramm über dreizehn Fregatten verabschiedet. Eines dieser Schiffe war die nominell mit 28 Kanonen ausgestattete, zum Typ der 12-Pounder-Frigate gehörende spätere Providence.
Diese wurde durch den Schiffbauer Silvester Bowes entworfen und unter seiner Bauaufsicht ab dem 1. Quartal 1776 auf einer Werft in der Stadt Providence an der Narragansett Bay (Colony of Rhode Island and Providence Plantations) gebaut. Der Stapellauf erfolgte am 18. Mai 1776 und die Indienststellung, unter dem Kommando von Captain Abraham Whipple, im Dezember 1776.

### Einsatzgeschichte

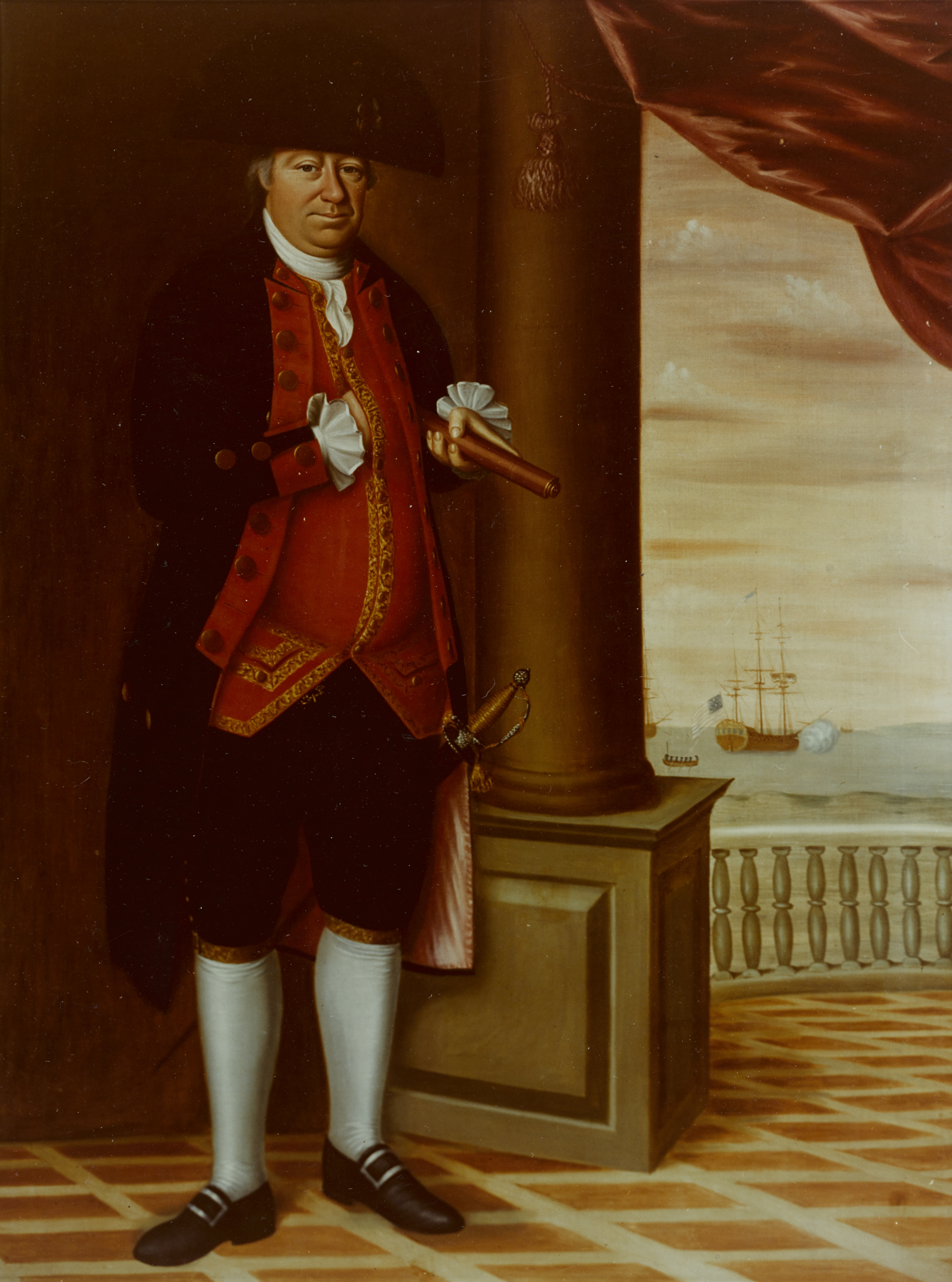
Commodore Abraham Whipple

Nach ihrer Indienststellung wurde die Providence nicht sofort eingesetzt, da die Narragansett Bay durch britische Seestreitkräfte blockiert wurde. Erst am 30. April 1778 konnte die Providence die britische Blockade durchbrechen, wobei sie sich ein Gefecht mit zwei Schiffen der Blockadekräfte, darunter die 32-Kanonen-Fregatte Lark, lieferte und in den Atlantik entkommen konnte.
Am 30. Mai 1778 erreichte das Schiff die französische Küste und lief in den Hafen von Paimbœuf ein. Hier wurden Versorgungsgüter und Waffen verladen, die durch die sich seit kurzem im Kriegszustand mit Großbritannien befindlichen Franzosen zur Verfügung gestellt wurden. Die Providence verließ am 8. August den Hafen, um sich sechs Tage später bei Brest mit der Fregatte Boston zu treffen. Mit dieser wurde die Rückreise nach Amerika angetreten, wobei während der Fahrt die drei britischen Handelsschiffe Sally, Friends und Adventure als Prisen genommen werden konnten. Am 15. Oktober 1778 erreichte der kleine amerikanische Verband den Hafen von Portsmouth in New Hampshire. Im Anschluss wurde die Providence, zwecks Rekrutierungen von Mannschaften, nach Boston verlegt.
Am 18. Juni 1779 verließ die Providence zusammen mit den Schiffen Ranger (18 Kanonen) und Queen of France (28 Kanonen) den Hafen von Boston, unter dem Kommando des zum Commodore beförderten Abraham Whipple, um gegen den britischen Handel auf dem Nordatlantik zu operieren. Im Rahmen dieser Operation traf das amerikanische Geschwader Mitte Juli im Gebiet der Neufundlandbank auf einen etwa 150 Schiffe zählenden britischen Geleitzug mit Ziel Jamaika. Bedingt durch starken Seenebel wurden die amerikanischen Schiffe nicht bemerkt und so konnten durch den Einsatz von Beibooten elf britische Schiffe im Laufe des Tages unbemerkt gekapert werden. Nach Einbruch der Nacht wurde sich anschließend vom Geleitzug gelöst. Von den als Prisen genommenen Schiffen wurden später acht nach Boston und Cape Ann entlassen, wo sie und ihre Ladung auf einen Wert von 1 Million Dollar geschätzt wurden. Einige Zeit danach kehrten auch die restlichen Schiffe um die Providence nach Boston zurück.
Am 23. November 1779 verließ Wipples Geschwader wiederum ein weiteres Mal den Hafen von Boston, um gegen die Briten zu operieren. Einen Monat später, am 23. Dezember, lief der Verband aber im Hafen der Stadt Charleston in South Carolina ein. Hier wurden etliche amerikanische wie auch einige französische Schiffe im Rahmen der Belagerung von Charleston (29. März bis 12. Mai 1780) durch die britische Marine blockiert und bei der Einnahme der Stadt erbeutet.
Durch die britische Marine wurde das Schiff am 15. Mai 1780 für ihre North America Station, bei einem Preis von 5.300 Pfund, angekauft und unter dem Kommando von Captain John Henry in Dienst gestellt. Später im Jahr wurde die Providence nach England geschickt, wo sie im südwestenglischen Plymouth am 1. Dezember 1780 eintraf. Hier wurde sie für 226 Pfund 14 Schilling und 1 Pence auf britische Waffen umgerüstet. Über eine weitere operative Nutzung während des Krieges durch die britische Marine ist, wahrscheinlich durch einen schlechten Bauzustand, nichts bekannt.
Nach Ende des Krieges und im Rahmen der allgemeinen Flottenverkleinerung wurde die Providence in Plymouth zur Verwertung angeboten. Ein erster Verkauf für 405 Pfund am 6. Januar 1784 zerschlug sich, da der Käufer nicht bereit war, das Schiff zu übernehmen, und erst am 11. März wurde die Providence für 235 Pfund verkauft.

## Technische Beschreibung

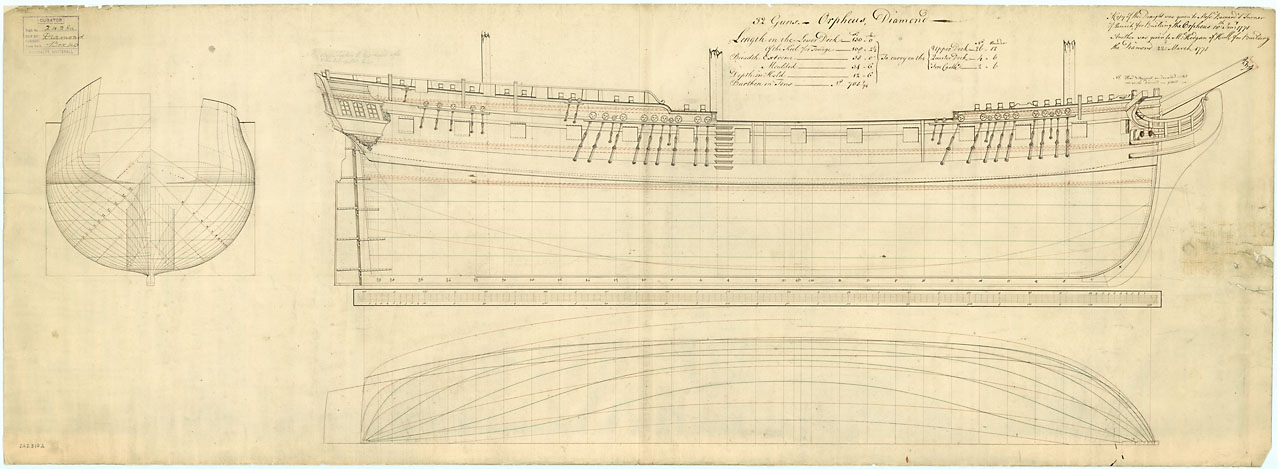
Technische Zeichnung der britischen Fregatte Orpheus von 1773, mit ähnlichen Abmessungen wie die Providence

Die Providence war als Batterieschiff mit einem durchgehenden Geschützdeck konzipiert und hatte eine Länge von 38,42 Metern (Geschützdeck), eine Breite von 10,13 Metern und einen Tiefgang von 3,18 Metern bei einer Vermessung von 632 39⁄94 tons (bm). Sie war ein Rahsegler mit drei Masten (Fockmast, Großmast und Kreuzmast). Der Rumpf schloss im Heckbereich mit einem Heckspiegel, in den eine Galerie integriert war, die in die seitlich angebrachten Seitengalerien mündete. Die Beplankung des Schiffes war kraweel ausgeführt, das heißt, die Enden der Planken stießen stumpf aufeinander, so dass eine glatte Außenfläche entstand.
Die Bewaffnung bestand aus 32 Kanonen.
|                     | Batteriedeck    | Backdeck      | Achterdeck    | Kanonen (Geschossgewicht) |
| ------------------- | --------------- | ------------- | ------------- | ------------------------- |
| Design              | 26 × 12-Pfünder | 2 × 4-Pfünder | 4 × 4-Pfünder | 32 Kanonen                |
| 1780 (brit. Marine) | 26 × 12-Pfünder | 2 × 6-Pfünder | 4 × 6-Pfünder | 32 Kanonen (78,91 kg)     |

## Besatzung
Die Besatzung hatte bei Indienststellung bzw. in amerikanischen Diensten eine Stärke von 170 Mann (Offiziere und Unteroffiziere bzw. Mannschaften). Im Dienst der britischen Marine erhöhte sich diese auf 220 Mann.